# Henicomyia tomentosa
Henicomyia tomentosa är en tvåvingeart som beskrevs av Lyneborg 1972. Henicomyia tomentosa ingår i släktet Henicomyia och familjen stilettflugor.
Artens utbredningsområde är Costa Rica. Inga underarter finns listade i Catalogue of Life.